# Alp Flix

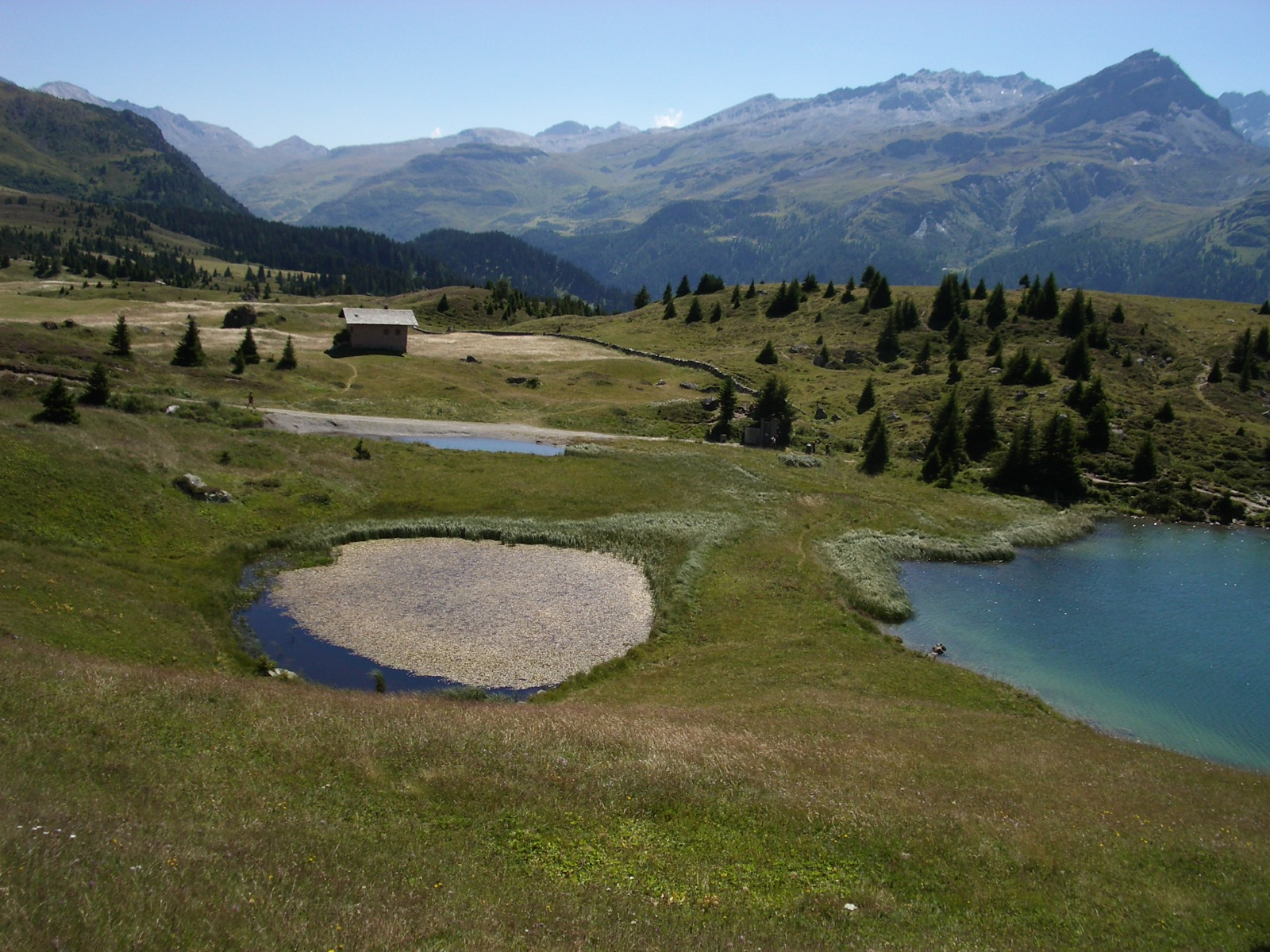
Moorlandschaft Alp Flix

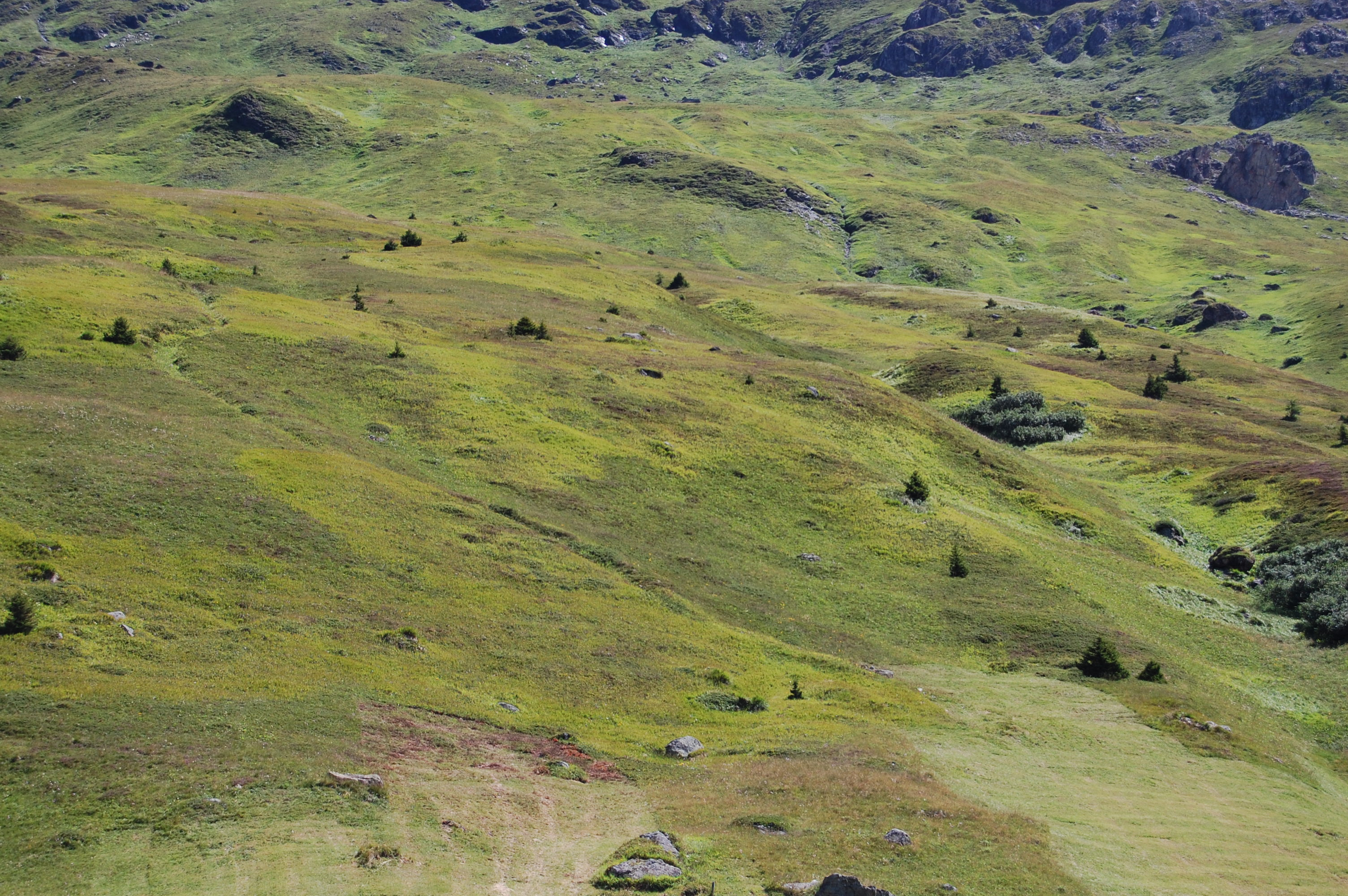
Graslandschaft Alp Flix

Die Alp Flix ⓘ (rätoromanisch Alp Flexⓘ) ist eine vorwiegend als Alp genutzte Hochebene auf ca. 2000 m ü. M. in den bündnerischen Alpen in der Schweiz.

## Geschichte

Alp Flix. Historisches Luftbild von Werner Friedli (1949)

Durch die Verlandung von stehenden Gewässern entstand auf dem Gebiet der heutigen Alp Flix vor einigen Tausend Jahren ein grosses Moor. Vor ca. 600 Jahren wanderten deutschsprachige Averser Walser auf diesem Flecken Erde ein und rodeten die Alp, um sie als Weide zu nutzen. Um das Jahr 1500 zählte man ungefähr 200 Einwohner. Auf Grund von widrigen Lebensbedingungen wie der grassierenden Pest und einer Klimaveränderung zogen die wenigen Überlebenden ins Tal und assimilierten sich vollständig mit den Rätoromanen. Deshalb bestehen nur noch romanisierte Flurnamen.
Heute gehört die Alp Flix zur rätoromanischen Gemeinde Surses im schweizerischen Kanton Graubünden. Noch vier Landwirte wirtschaften grösstenteils nach biologischen Prinzipien. In den letzten Jahren siedelten auch einige Talbewohner dauerhaft auf die Alp.
1908 entstand das Hotel Piz Platta, benannt nach dem auf der anderen Talseite liegenden und dem Matterhorn ähnelnden Piz Platta (3392 m ü. M.).
In den 1960er-Jahren bestanden Pläne, die Alp touristisch zu erschliessen. Geplant war eine umfassende Infrastruktur mit 10'000 Betten und unzähligen Bergbahnen, welche die Region bis ins Engadin hätte erschliessen sollen. Die Pläne scheiterten aber letztlich am Widerstand von Natur- und Heimatschutzorganisationen. Heute sind die meisten Ansässigen froh, dass sie nicht umgesetzt wurden.

## Naturpark
Die Alp ist zum Symbol für Artenvielfalt geworden. So liess die deutsche Zeitschrift Geo zusammen mit den Schweizer Naturmuseen einen Tag lang alle Tier- und Pflanzenarten wissenschaftlich dokumentieren. Hieraus entstand das Projekt Schatzinsel Alp Flix. Ebenso ist die Alp Teil des Naturparks Parc Ela, der 6 Gemeinden auf 548 km² des Kreises Surses und des Albulatals umfasst.